# Cetățuia (okręg Dymbowica)
Cetățuia – wieś w Rumunii, w okręgu Dymbowica, w gminie Bărbulețu. W 2011 roku liczyła 500 mieszkańców.